# Hermann Pröscholdt
Hermann Pröscholdt (auch Hermann Proescholdt, * 8. April 1852 in Saalfeld; † 1898 in Meiningen) war ein deutscher Lehrer, Geologe und Paläontologe.

## Leben
Hermann Pröscholdt besuchte die Realschulen in Saalfeld und Meiningen und studierte anschließend an den Universitäten Leipzig und Wien Mathematik und Naturwissenschaften. Er wurde Assistent des österreichischen Geologen Eduard Suess und war zudem als Lehrer an einer Privatrealschule tätig. Vom 1. Dezember 1875 bis 8. November 1895 war er Lehrer und zuletzt Oberlehrer bei Hermann Friedrich Emmrich an der Realschule Meiningen, dem späteren Herzoglichen Realgymnasium in Meiningen. Er erforschte als Mitarbeiter der geologischen Landesaufnahme die Trias in Thüringen und lieferte wichtige Beiträge zur lokalen Stratigraphie. Er bearbeitete u. a. die Blätter Haina, Heiligenstadt, Hildburghausen, Küllstedt, Rentwertshausen und Themar der Geologischen Karte von Preußen und benachbarten Bundesstaaten.
Er ist Erstbeschreiber des Brachiopoden Aulacothyris ostheimensis (PRÖSCHOLDT 1879).
Pröscholdt war Mitglied der Deutschen Geologischen Gesellschaft und 1889 Gründungsmitglied und der erste Vorsitzende einer Meininger Sektion des damaligen Deutschen und Österreichischen Alpenvereins (DuÖAV oder DÖAV).

## Schriften
- Beitrag zur näheren Kenntniß des untern Muschelkalkes in Franken und Thüringen. Programm zur öffentlichen Prüfung der Zöglinge der Realschule in Meiningen, Meiningen 1879
- Geschichte der Geologie in Thüringen. Programm zur öffentlichen Prüfung der Zöglinge der Realschule in Meiningen, Meiningen 1881
- Beitrag zur Kenntnis des Keupers im Grabfeld. In: Jahrbuch der Königlich Preussischen Geologischen Landesanstalt und Bergakademie zu Berlin für 1883, Berlin 1884, S. 199–212
- Ueber die Gliederung des Buntsandsteins am Westrand des Thüringer Waldes. In: Zeitschrift der deutschen Geologischen Gesellschaft, Band XXXIX, Berlin, 1887 S. 343–359
- Der Thüringer Wald und seine nächste Umgebung. Forschungen zur deutschen Landes- und Volkskunde, Band 5, Heft 6, Stuttgart 1891